# Лондонська угода (1839)

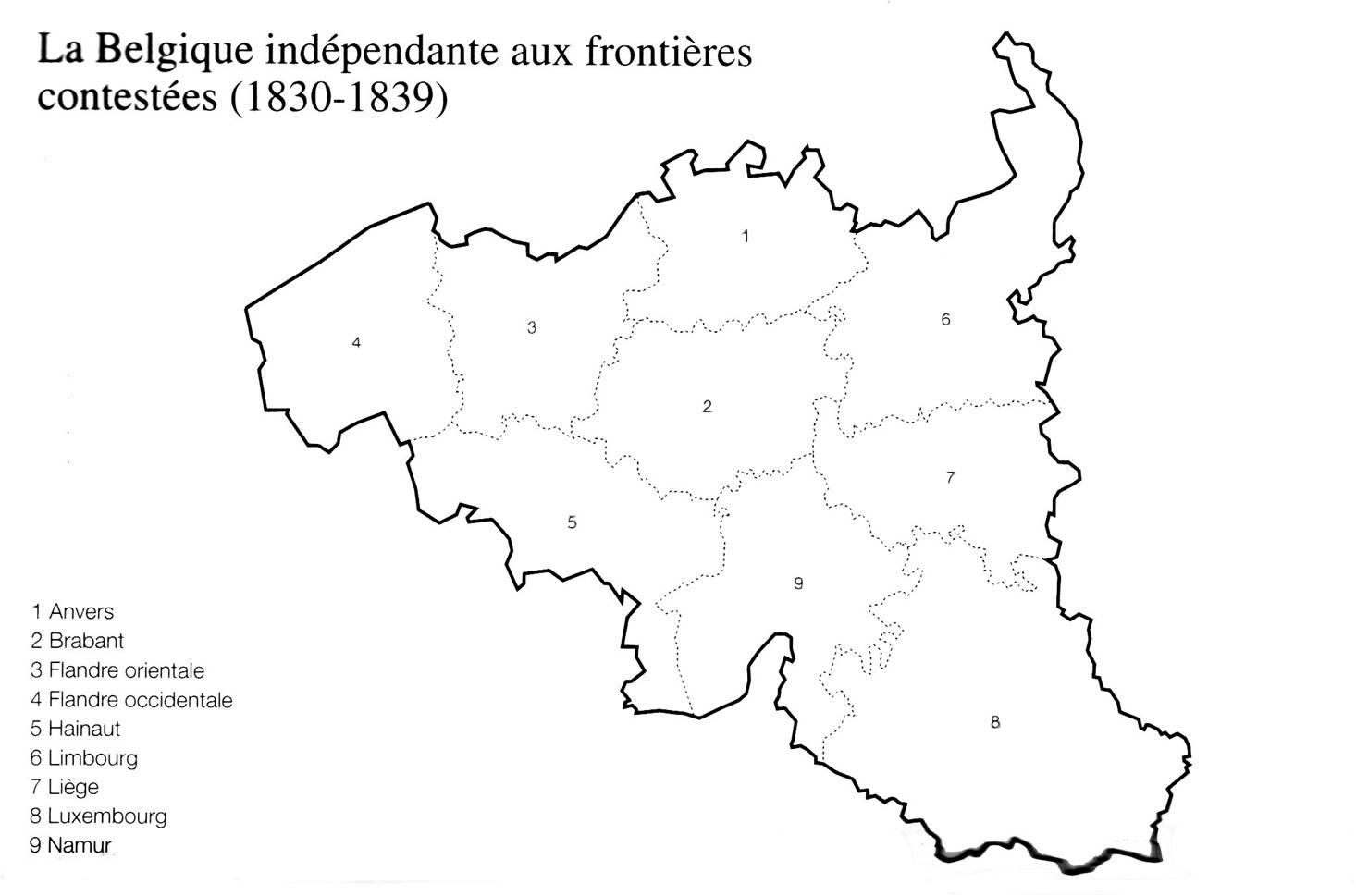
Кордони Бельгії на які вона мала претензії до договору XXIV ст.

Лондонська угода — угода, підписана в Лондоні 19 квітня 1839 року представниками Великої Британії, Австрії, Франції, Пруссії, Росії та Нідерландів. Відповідно до цієї угоди європейські держави визнавали та гарантували незалежність і нейтральний статус Бельгії, а також підтвердили незалежність Люксембургу. Широкої відомості за часів Першої світової війни набула нищівна оцінка цієї угоди німецького канцлера фон Бетман-Гольвега, який називав Лондонську угоду «клаптиком паперу», що використовувалось в антинімецькій пропаганді країн Антанти.

## Територіальні наслідки

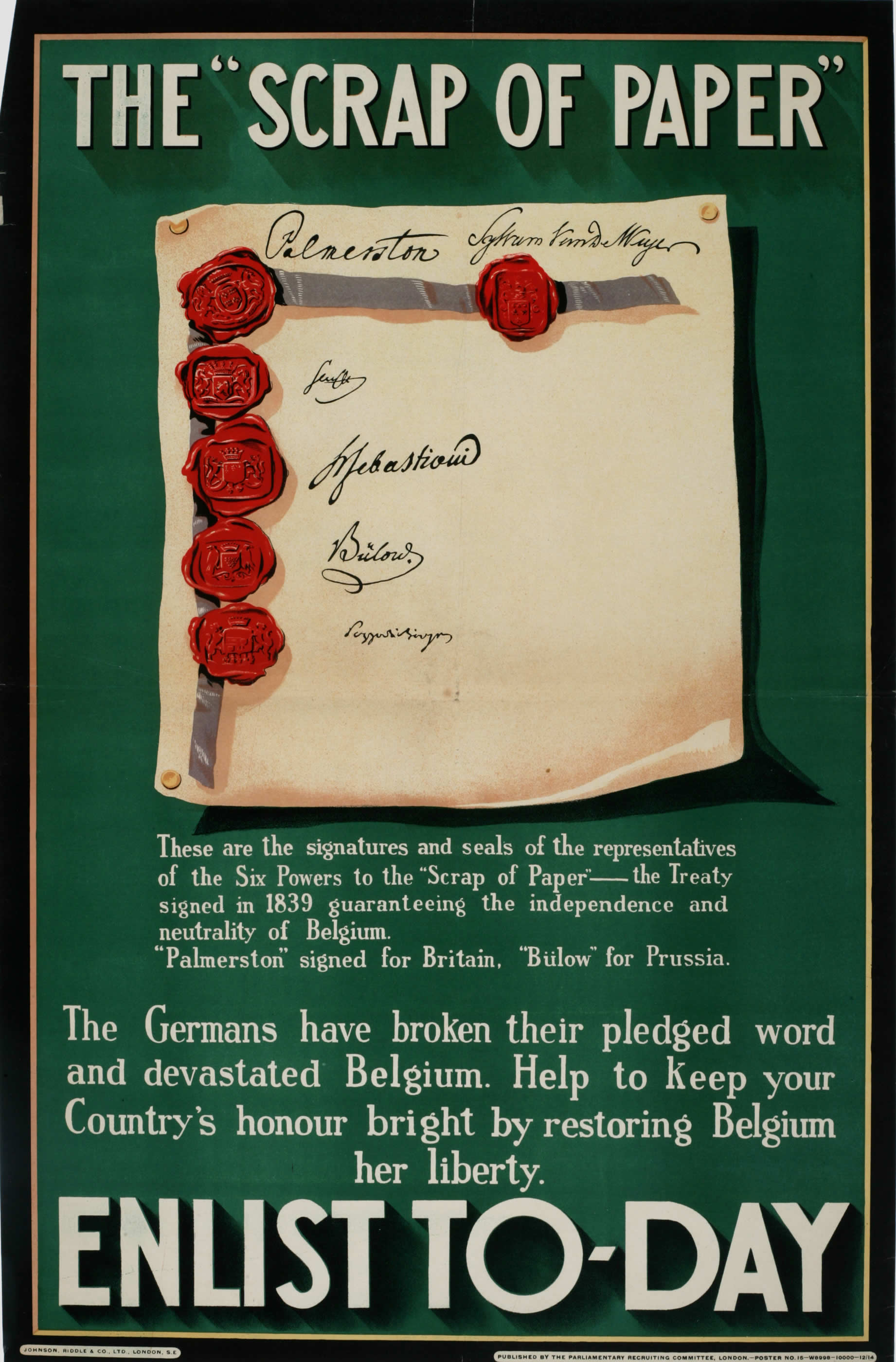
"Клаптик паперу – зареєструйтеся сьогодні" британський рекрутський плакат часів Першої світової війни 1914, Канадський військовий музей. Згаданий «Бюлов» — це, прусський посол у Великої Британії.

З 1815 року Бельгія стала частиною Об'єднаного королівства Нідерландів. Відповідно до угоди, з південних провінцій цього королівства було утворено Бельгійське королівство, а провінція Лімбург була розділена на бельгійську та нідерландську частини.
Те саме сталось із Люксембурзьким герцогством, на двох третинах території якого було утворено бельгійську провінцію Люксембург. Саме герцогство залишилось в особистій унії з Нідерландами.
Зеландська Фландрія була відокремлена від Бельгії та увійшла до складу нідерландської провінції Зеландія, оскільки голландці не бажали, щоб бельгійці могли контролювати гирло Шельди; натомість їм довелось гарантувати вільну навігацію Шельдою до Антверпена.

## У медія
- A Scrap of Paper, комедійний короткометражний фільм Фетті Арбакла